# Subergorgia

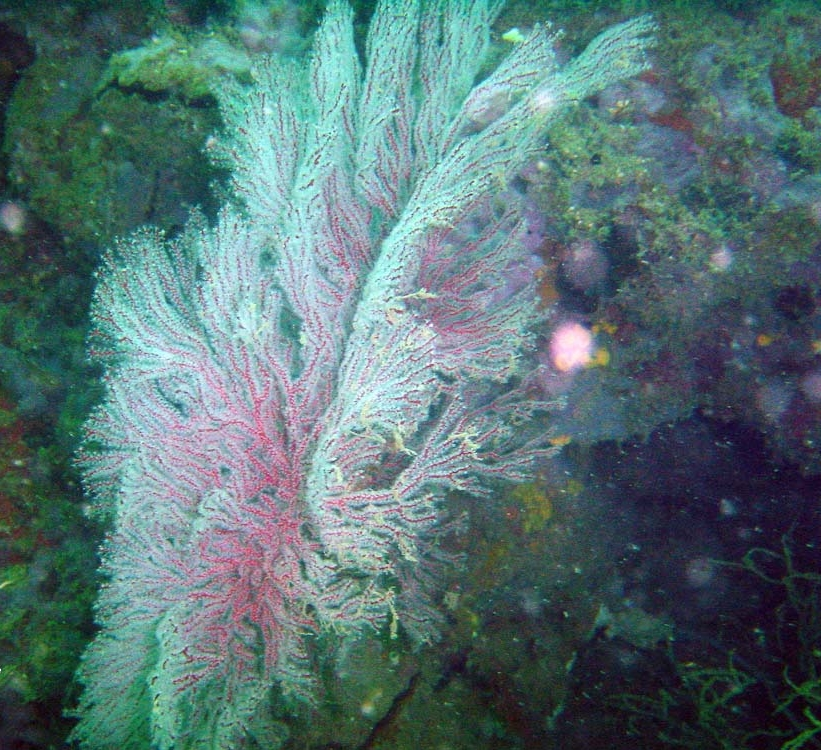
Subergorgia sp en Koh Phangan, Tailandia

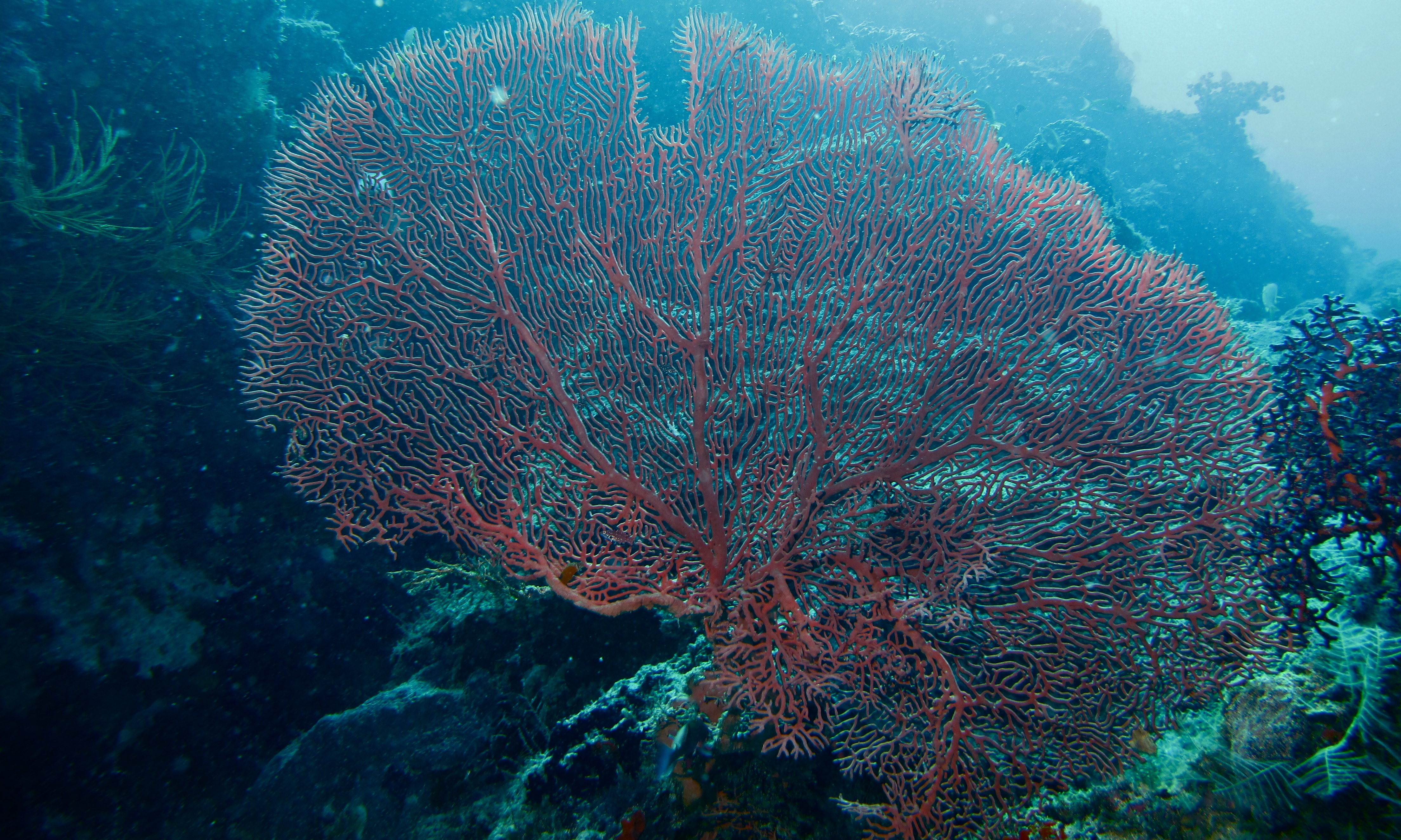
Subergorgia sp en Sabah, Malasia

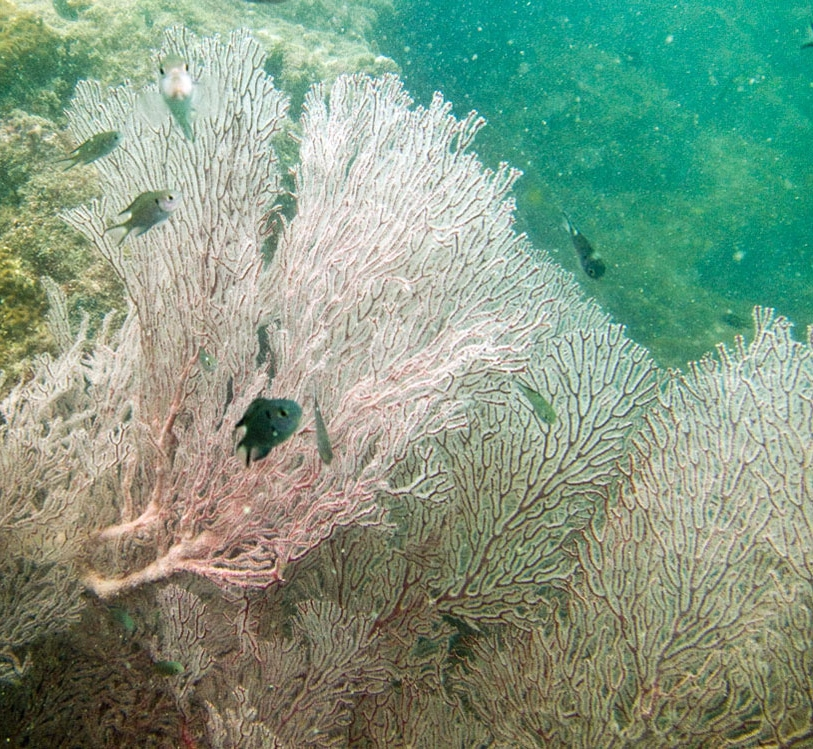
Subergorgia sp en Koh Phangan, Tailandia

Subergorgia es un género de corales marinos que pertenecen al suborden Scleraxonia, del orden Alcyonacea, dentro de la clase Anthozoa. 
Enmarcados comúnmente entre los corales blandos, ya que carecen de esqueleto, como los corales duros del orden Scleractinia, por lo que no son corales hermatípicos. Forman colonias de pólipos, unidos por una masa carnosa de cenénquima, o tejido común generado por ellos. Para darle consistencia, al carecer de esqueleto, su tejido contiene espículas de calcita. 

## Especies
El Registro Mundial de Especies Marinas acepta las siguientes especies en el género:
- Subergorgia compressa Gray, 1857
- Subergorgia koellikeri Wright & Studer, 1889
- Subergorgia mexicana (Koch, 1878)
- Subergorgia muriceoides Stiasny, 1937
- Subergorgia nuttingi Stiasny, 1937
- Subergorgia patula (Ellis & Solander, 1786)
- Subergorgia rubra (Thomson, 1905)
- Subergorgia suberosa (Pallas, 1766)
- Subergorgia thomsoni (Nutting, 1911)
- Subergorgia verriculata (Esper, 1791)

Especies reclasificadas por sinonimia:
- Subergorgia appressa (Nutting, 1911) aceptada como Subergorgia suberosa (Pallas, 1766)
- Subergorgia hicksoni Stiasny, 1937 aceptada como Subergorgia mollis (Nutting, 1910) aceptada como Annella mollis (Nutting, 1910)
- Subergorgia mollis (Nutting, 1910) aceptada como Annella mollis (Nutting, 1910)
- Subergorgia ornata (Thomson & Simpson, 1909) aceptada como Subergorgia reticulata (Ellis & Solander, 1786) aceptada como Annella reticulata (Ellis & Solander, 1786)
- Subergorgia pulchra (Nutting, 1911) aceptada como Subergorgia suberosa (Pallas, 1766)
- Subergorgia reticulata (Ellis & Solander, 1786) aceptada como Annella reticulata (Ellis & Solander, 1786)

## Morfología
Las colonias tienen formas arborescentes, en forma de abanico o arbustivas. Normalmente crecen en un solo plano, con ramas dicotómicas que no forman redes. Las ramas son robustas, y en la mayoría de especies están recorridas en toda su longitud por un estrecho surco. Los pólipos son retráctiles y están dispuestos a ambos lados de las ramas. El color de las colonias es naranja, rojo o marrón, con los pólipos blancos. Alcanzan los 40 cm de altura.
La estructura de la colonia está formada de un axis compuesto de espículas de calcita embebidas en gorgonina, sustancia córnea compuesta de colágeno. Las escleritas de la cabeza de los pólipos son husos aplanados de ~50-100 μm. Las ubicadas en el cortex son ovales y verrugosas de ~50 μm. Las ubicadas en la médula son estrechas, alargadas y están fusionadas. Son color marrón o sin color.

## Alimentación
Son octocorales cuya alimentación, al carecer de las algas simbiontes zooxantelas, la realizan atrapando plancton con los ocho tentáculos de sus pólipos. También se alimentan por absorción de materia orgánica disuelta en el agua. 

## Hábitat y distribución
Ocurren en laderas y partes profundas de los arrecifes. Su rango de profundidad es entre 2 y 818 m, y su rango de temperatura entre 5.42 y 28.95 °C.
Su distribución geográfica es indo-pacífica tropical, desde la costa este africana hasta el Pacífico central. Se reseñan localizaciones en Zanzíbar, Madagascar, Mauritius, Sri Lanka, Australia, Malasia, Indonesia, Tailandia, Filipinas, China, Taiwán, Japón, Palaos, Nueva Guinea, Islas Salomón, Nueva Caledonia.